# Because of the Times
Because of the Times è il terzo album dei Kings of Leon. È stato pubblicato nel marzo 2007. Because of the Times  vende quasi 1 milione di copie in tutto il mondo, di cui 400.000 solo in Gran Bretagna, dove si piazza anche al numero 1.

## Tracce
1. Knocked Up – 7:10
2. Charmer – 2:57
3. On Call – 3:21
4. McFearless – 3:09
5. Black Thumbnail – 3:59
6. My Party – 4:10
7. True Love Way – 4:02
8. Ragoo – 3:01
9. Fans – 3:36
10. The Runner – 4:16
11. Trunk – 3:57
12. Camaro – 3:06
13. Arizona – 4:50
14. My Third House (Bonus track iTunes)) – 4:03

## Singoli
- On Call 6 febbraio 2007
- Fans 9 luglio 2007
- Charmer 29 ottobre 2007